# Walter von Keudell

Walter von Keudell, 1924

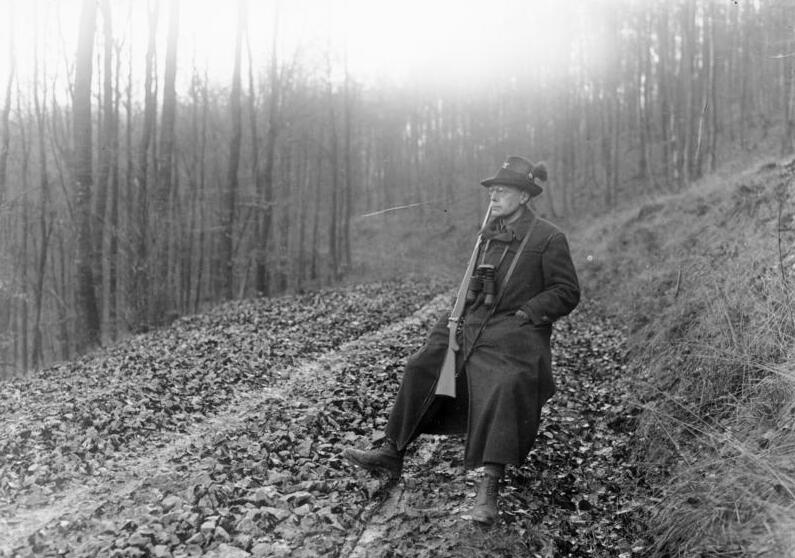
Generalforstmeister von Keudell auf der Wildschweinjagd für die Winterhilfe im Staatsforst Springe bei Hannover am 14. Dezember 1934

Walter von Keudell (* 17. Juli 1884 in Castellammare di Stabia (Italien); † 7. Mai 1973 in Bonn) war ein deutscher Forstmann, Jurist und Politiker (DNVP, CNBLP, NSDAP und CDU).

## Leben und Wirken
Walter von Keudell war der Sohn von Robert von Keudell und dessen zweiter Ehefrau Alexandra von Grünhof, Adelsstand 1860 in Hessen-Homburg, Tochter der Natalie von Grünhof, eigentlich Natalie Eschborn, und des Herzogs Ernst von Württemberg. Er war der ältere Bruder des Otto von Keudells. Seine Kindheit verbrachte Keudell größtenteils auf dem Gut der Großeltern in der Neumark.
Nach einer praktischen land- und forstwirtschaftlichen Grundausbildung und dem Studium der Rechtswissenschaft trat er in den preußischen Staatsdienst ein, war Regierungsassessor und Mitarbeiter der Reichsgetreidestelle und wurde 1916 Landrat des Kreises Königsberg Nm. Im Zusammenhang mit dem Kapp-Putsch wurde er 1920 in den Ruhestand versetzt. Bereits 1903 hatte er den väterlichen Gutsbesitz in Hohenlübbichow, Kreis Königsberg, geerbt, Besitzgröße 2526 ha. Das Gut wurde 1914 von einem Administrator geleitet, 1929 von einem Verwalter.
Keudell gehörte von 1924 bis 1930 dem Deutschen Reichstag als Abgeordneter an. Im vierten Kabinett Marx amtierte er von Januar 1927 bis Juni 1928 als Reichsminister des Innern. Keudell scheint als Reichsminister seine Reden im Deutschen Reichstag vorgelesen zu haben. Als im Juni 1928 Reichstagspräsident Paul Löbe das Rednerpult abschrauben ließ, um dem Verlesen von Reden Einhalt zu gebieten, erschien im Lübecker Volksfreund eine Karikatur, in der im Vordergrund ein Herr in gehobener Garderobe steht, aus dessen weißem Hemd ein Monokel herunterhängt. Die Bildunterschrift lautet: „von Keudell: Glück im Unglück! Solange ich Ministerreden halten mußte [sic!], stand das Pult noch da.“
Im Mai 1928 lehnte das Reichsgericht seinen Antrag ab, den kommunistischen Roten Frontkämpferbund zu verbieten. 1929 verließ Keudell aus Protest gegen den Kurs Alfred Hugenbergs die DNVP und wurde Mitglied im Landvolk.
Ab 1932 begann von Keudell, sich für die NSDAP einzusetzen, in die er zum 1. März 1933 auf Wunsch Hermann Görings auch eintrat (Mitgliedsnummer 1.429.388). Nach der Machtergreifung der Nationalsozialisten wurde er im März 1933 zum Präsidenten des Landkreistages gewählt und am 4. August 1933 zum preußischen Oberlandforstmeister (Chef der preußischen Staatsforstverwaltung) und am 3. Juli 1934 dann zum Generalforstmeister und Staatssekretär im Reichsforstamt in Berlin unter Reichsforstmeister Hermann Göring ernannt. Seit dem 14. August 1933 war von Keudell zudem Führer (ab 1935 „Leiter“ genannt) des Deutschen Forstvereins. Zum 1. November 1937 trat er von seinem Amt als Generalforstmeister zurück. Dem Rücktritt vorausgegangen war ein Streit um den verpflichtenden Holzeinschlag in Privatforsten, bei dem Keudell sich den Forderungen Görings widersetzte. Zu seinem Nachfolger wurde der forstlich nicht qualifizierte Friedrich Alpers bestimmt, der ihm 1938 auch als Vereinsleiter des Forstvereins nachfolgte. Keudell erhielt danach eine Stellung als Generalsachverständiger für den Waldbau beim Reichsforstmeister ohne Einfluss und war ab 1937 Mitglied des Reichsverkehrsrats. Von 1941 bis 1943 amtierte er nochmals als Landrat des Kreises Königsberg/Nm.
Nach dem Zweiten Weltkrieg wurde er 1948 Mitglied der CDU und betätigte sich im Bereich der Vertriebenenpolitik. 1950 unterschrieb er die Charta der deutschen Heimatvertriebenen als Sprecher der Landsmannschaft Berlin-Mark Brandenburg. Zudem wurde er der Vorsitzende der Vereinigten Landsmannschaften der Sowjetzone (VLS). Im Jahr 1958 wurde er zum Vorsitzenden der Abendländischen Akademie gewählt. Keudell gehörte dem 1959 von Rainer Barzel und anderen CDU/CSU-Politikern gegründeten antikommunistischen Komitee Rettet die Freiheit an, dessen Präsidentschaft und Vereinsvorsitz er nach dem Ausscheiden Barzels 1960 übernahm.

## Familie
Keudell heiratete 1912 in Dresden-Blasewitz Johanna von Kyaw (* 5. Januar 1890 in Dresden; † 17. Februar 1946 in Vresdorf bei Bardowick). Sie war die Tochter der Esther von Carlowitz und des Juristen Curt von Kyaw. Johanna und Walter von Keudell hatten vier Kinder, der älteste Sohn Leopold von Keudell fiel als Leutnant 1941 in der Sowjetunion. Auch starb im Krieg der erste Mann der Tochter Irmgard von Keudell, Oberleutnant Horst von Wallenberg. Der Diplomat Wilhelm von Keudell war sein Neffe. Die Tradition im Forstwesen setzte der Neffe Walter von Keudell fort und wurde Forst-Oberrat.

## Ehrungen
- 18. Januar 1923: Ehrendoktor der Forstwissenschaften, verliehen durch die Forstakademie Eberswalde
- 1930: Ehrendoktorwürde der Theologischen Fakultät der Universität Greifswald
- 1937: Ehrenmitgliedschaft des Schwedischen Forstvereins
- 1954: Großes Bundesverdienstkreuz mit Stern und Schulterband
- 1964: Ehrenplakette des Bundes der Vertriebenen

## Weitere Literatur
- Andreas Gautschi: Der Reichsjägermeister. Fakten und Legenden um Hermann Göring. 3. Auflage, Nimrod, Hanstedt 2000, ISBN 3-927848-20-4. (Enthält viele biografische Details über von Keudell).
- Walter von Keudell: Führer zur Revierfahrt am 17. Juni 1920 in Hohenlübbichow. Erg. u. weiterbearb. f. verschied. Sommer-Exkursionen d. J. 1921, Hrsg. Märkischer Forstverein, J. Neumann, Neudamm 1921.